# Griqualand West Griquas
Maillots
Dernière mise à jour : 23 février 2024.
Les Windhoek Draught Griquas (afrikaans : Griekwas) sont une équipe sud-africaine de rugby à XV qui participe chaque année à la Currie Cup. Pour des raisons de parrainage, elle est aussi appelée WD Griquas. Elle joue avec un maillot bleu canard cerclé de blanc et évolue au GWK Park de Kimberley dans la province du Cap-du-Nord. Le Griqualand West est une région appartenant historiquement à la province du Cap-du-Nord. Les Griquas sont un peuple métis originaire de cette région.

## Histoire
Fondée en 1886, la fédération du Griqualand est la plus ancienne du pays après la Western Province, mais son éloignement des grands centres et sa faible population ont toujours empêché son équipe fanion d’exercer une réelle domination sur la Currie Cup, malgré trois victoires. Cependant, c’est au Griqualand que l’Afrique du Sud doit la Currie Cup. En tournée dans le pays en 1891, les Lions britanniques décidèrent d’offrir une coupe, la « Coupe Currie » (du nom de Donald Currie, l'armateur qui avait transporté les Lions et leur en avait fait don), à la meilleure équipe de province qu’ils affronteraient. Quoique vainqueurs de tous leurs matches, les Lions reconnurent que les Griquas avaient été leurs plus valeureux adversaires et la leur remirent. Cette coupe récompense désormais la meilleure équipe de province de la saison depuis 1892.
Les Griquas prennent part au  Rugby Challenge lors de ses 3 éditions de 2017 à 2019, compétition de second niveau créée pour maintenir en activité les non internationaux avant la Currie Cup en aout. Après avoir perdus en finale des deux premières éditions ils remportent le titre en 2019 pour ce qui sera la dernière édition.
Ils accèdent une seconde fois à la finale de la Currie Cup en 2022 , la première depuis 1970, et la perdent contre les Pumas.
En 2024, les Griquas disputent et remportent en restant invaincus la toute première édition de la SA Cup, une nouvelle compétition créée pour prendre la place du Rugby Challenge en tant que compétition préparatoire à la Currie Cup, désormais disputée de juillet à septembre.

## Palmarès
- Vainqueur de la Currie Cup en 1899, 1911 et 1970
  - Finaliste en 2022
- Vainqueur de la Vodacom Cup en 1998, 2005, 2007, 2009 et 2014
  - Finaliste en 1999, 2000 et 2012
- Vainqueur du Rugby Challenge en 2019
  - Finaliste en 2017 et 2018
- Vainqueur de la SA Cup en 2024

| Saison | Vainqueur       | Score       | Finaliste          | Lieu de la finale      |
| ------ | --------------- | ----------- | ------------------ | ---------------------- |
| 1899   | Griqualand West | Championnat | -                  | -                      |
| 1911   | Griqualand West | Championnat | -                  | -                      |
| 1970   | Griqualand West | 11 – 9      | Northern Transvaal | De Beers, Kimberley    |
| 2022   | Pumas           | 26 – 19     | Griquas            | Griqua Park, Kimberley |

## Joueurs emblématiques
- Ian Kirkpatrick
- Mannetjies Roux
- Albertus Buckle
- Zane Kirchner
- Bjorn Basson
- Marnus Schoeman
- Hanru Sirgel